# Голіцин Василь Дмитрович
Васи́ль Голі́цин (1857—1926) — військовик Російської імперії, директор Державного Румянцевського музею. 1896 обраний Новгород-Сіверським повітовим, а 1905 — Чернігівським губернським предводителем дворянства. Почесний Мировий суддя, почесний Попечитель учбового округу Новгород-Сіверської гімназії та почесний голова Новгород-Сіверського сільськогосподарського товариства.

## Біографія
Син дійсного статського радника Дмитра Голіцина і дружини його фрейліни Зінаїди, чий батько Василь Ладомирський володів підмосковною садибою Братцево. Правнук князя Ніколая Голіцина, творця садиб Нікольське-Урюпіно і Архангельське.
Після закінчення Пажеського корпусу 1877, переведений з камер-пажів у корнети лейб-гвардії Казачого полку. Брав участь в Московсько-Османській війні як ад'ютант генерала Йосипа Гурка, нагороджений орденами св. Анни 4-го ступеня з написом «за хоробрість» і св. Станіслава 3-го ступеня з мечами і бантом.
1883 в чині поручика служив ад'ютантом у Варшавського генерал-губернатора на території окупованої Польщі.
1885 за сімейними обставинами вийшов у відставку в чині підполковника. 1896 обраний Новгород-Сіверським повітовим, а в 1905 році — Чернігівським губернським предводителем дворянства. На цій посаді пробув одне триріччя. Крім того, служив почесним мировим суддею, почесним попечителем Новгород-Сіверської гімназії та почесним головою Новгород-Сіверського сільськогосподарського товариства.
У Москві заснував Товариство взаємодопомоги ремісників і облаштування майстерень.
1908 призначений на посаду шталмейстера, а у 1910 році — призначений директором Московського публічного і Румянцевського музеїв.
За його керівництва у 1913 вперше бібліотека Румянцевського музею почала отримувати казенне фінансування на комплектування фондів. За князя Голіцина побудовані: нова картинна галерея з Іванівським залом, нове книгосховище, читальний зал на 300 місць. У зв'язку з поверненням з Історичного музею рукописів Лева Толстого побудований Кабінет Толстого. З ініціативи Василя Голіцина у 1913 створене «Товариство друзів Румянцевського музею». Дослужився до чину дійсного статського радника (1913). Був почесним членом Російського бібліографічного товариства, Тульської губернської архівної комісії і Псковської губернської архівної комісії.
Після Жовтневого перевороту Голіцин залишався на посаді директора музею, направляв своїх співробітників по країні з метою порятунку регіональних зборів.
1918 його запросили для роботи в Музейно-побутову комісію Мосради, яка займалася обстеженням садиб, особистих колекцій, бібліотек і видачею охоронних грамот їх власникам. У той же рік вийшло нове Положення про Румянцевський музей і Василь Голіцин став головою Комітету службовців.
10 березня 1921 заарештований, але незабаром його відпустили без пред'явлення звинувачення.
З травня 1921 завідувач художнім відділом Державного Румянцевського музею.
Помер у 1926 р. у Москві.

## Родина
З 2 червня 1880 року був одружений з графинею Парасковією Толстою (1858—1918), донькою історика графа Михайла Толстого. Діти:
- Зінаїда (1881–1928, Париж);
- Михайло (1882–1939), служив у Червоній Армії, розстріляний;
- Дмитро (1886–1951);
- Марія (1894–1943);
- Микола (1899–1980, Вашингтон).

## Нагороди
- Орден Святої Анни 4-го ст. з написом «за хоробрість»;
- Орден Святого Станіслава 3-го ст. з мечами та бантом;
- Орден Святої Анни 2-го ст. (1903);
- Орден Святого Станіслава 2-го ст.;
- Орден Святого Володимира 3-го ст. (1906);
- Орден Святого Станіслава 1-го ст. (1914).

Іноземні:
- румунський Залізний хрест